# 78 (număr)
78 (șaptezeci și opt) este numărul natural care urmează după 77 și precede pe 79.

## În matematică
78 este:
- un număr sfenic, fiind produsul a trei numere prime distincte.[2]
- un număr abundent cu o sumă alicotă de 90.
- un număr semiperfect, ca multiplu al unui număr perfect.
- al 12-lea număr triunghiular.
- un număr palindromic în bazele 5 (3035), 7 (1417), 12 (6612), 25 (3325), 38 (2238), 77 (1177) și în toate bazele mai mari ca 78.
- un număr harshad în bazele 3, 4, 5, 6, 7, 13 și 14.
- un număr Erdős-Woods, deoarece este posibil să se găsească secvențe de 78 de numere întregi consecutive, astfel încât fiecare membru interior să împartă un factor fie cu primul, fie cu ultimul membru.[3]
- Este un număr practic.[4][5]
- Este un număr Størmer.[6][7]
- Este dimensiunea excepționalei grupului Lie E6 și a mai multor obiecte înrudite.
- 77 și 78 formează o pereche Ruth-Aaron.

## În știință
- Este numărul atomic al platinei.

### Astronomie
- NGC 78, o pereche de galaxii (NGC 78A și NGC 78B) situată în constelația Peștii.
- Messier 78 sau M78 (sau NGC 2068) este o nebuloasă difuză situată în constelația Orion.
- 78 Diana este un asteroid din centura principală.

## Alte domenii

New York State Route 78

- 78, la înregistrările pe gramofon, se referă la numărul de rotații pe minut (discuri de 12,5 sau 17,5 cm diametru).[8]
- Un pachet de tarot tipic, Arcana Majoră, care constă din 22 cărți fără semn: Magicianul, Marea Preoteasa, Împărăteasa, Împăratul, Marele Preot, Îndrăgostiții, Faetonul, Forța, Eremitul, Roata Norocului, Dreptatea, Spânzuratul, Moartea, Echilibrul, Diavolul, Turnul, Steaua, Luna, Soarele, Judecata, Lumea, și Nebunul (cel din urmă fiind considerat adesea și prima carte).
- Regula 78, o metodă de calcul anual a dobânzii.[9]
- Numărul mai multor autostrăzi, ca de exemplu Drumul european E78, AH78, Interstate 78, New York State Route 78
- Ani: 78 î.Hr., 1078, 1978.